# Cratostigma campoyi
Cratostigma campoyi is een zakpijpensoort uit de familie van de Pyuridae. De wetenschappelijke naam van de soort is voor het eerst geldig gepubliceerd in 1988 door Ramos, Turon & Lafargue.